# Fortluft
Fortluft ist in der Klimatechnik die ins Freie geblasene Abluft. Damit ist die Luft für die Klimatechnik nicht mehr nutzbar. Zuvor kann der Luft jedoch mit einer Wärme- oder Kälterückgewinnung Energie entzogen werden und diese dem Prozess wieder zugeführt werden.
Zur qualitativen Klassifizierung wird die Fortluft (wie auch die Abluft) in vier Kategorien eingeteilt:
- Kategorie EHA-1: Luft aus Räumen, deren Hauptemissionen Baustoffe und menschliche Stoffwechsel sind
- Kategorie EHA-2: Luft aus Räumen mit gleicher Verunreinigungsquelle wie EHA-1, jedoch mit mehr menschlicher Aktivität und Raucherlaubnis
- Kategorie EHA-3: Luft aus Räumen, in denen Feuchtigkeit und Chemikalien freigesetzt werden
- Kategorie EHA-4: Luft, die Gerüche und Verunreinigung über das erlaubte Maß hinaus enthält